# Poyans
Poyans – miejscowość i gmina we Francji, w regionie Burgundia-Franche-Comté, w departamencie Górna Saona.
Według danych na rok 1990 gminę zamieszkiwały 123 osoby, a gęstość zaludnienia wynosiła 10 osób/km² (wśród 1786 gmin Franche-Comté Poyans plasuje się na 620. miejscu pod względem liczby ludności, natomiast pod względem powierzchni na miejscu 317.).